# Azelastina
Azelastina é um fármaco utilizado pela medicina como anti-histamínico de segunda geração. É indicado na conjuntivite, rinite alérgica e outras manifestações alérgicas.

## Ação farmacológica
Possui certa seletividade para bloqueio dos receptores H1 da histamina. Além disto, o fármaco atua em outras frentes, reduzindo a resposta alérgica.

## Indicações
- Rinite
- Asma
- Bronquite alérgica